# Powell Peralta
Pour les articles homonymes, voir Powell et Peralta.
Powell Peralta est une compagnie de skateboard américaine fondée par George Powell et Stacy Peralta.

## Historique

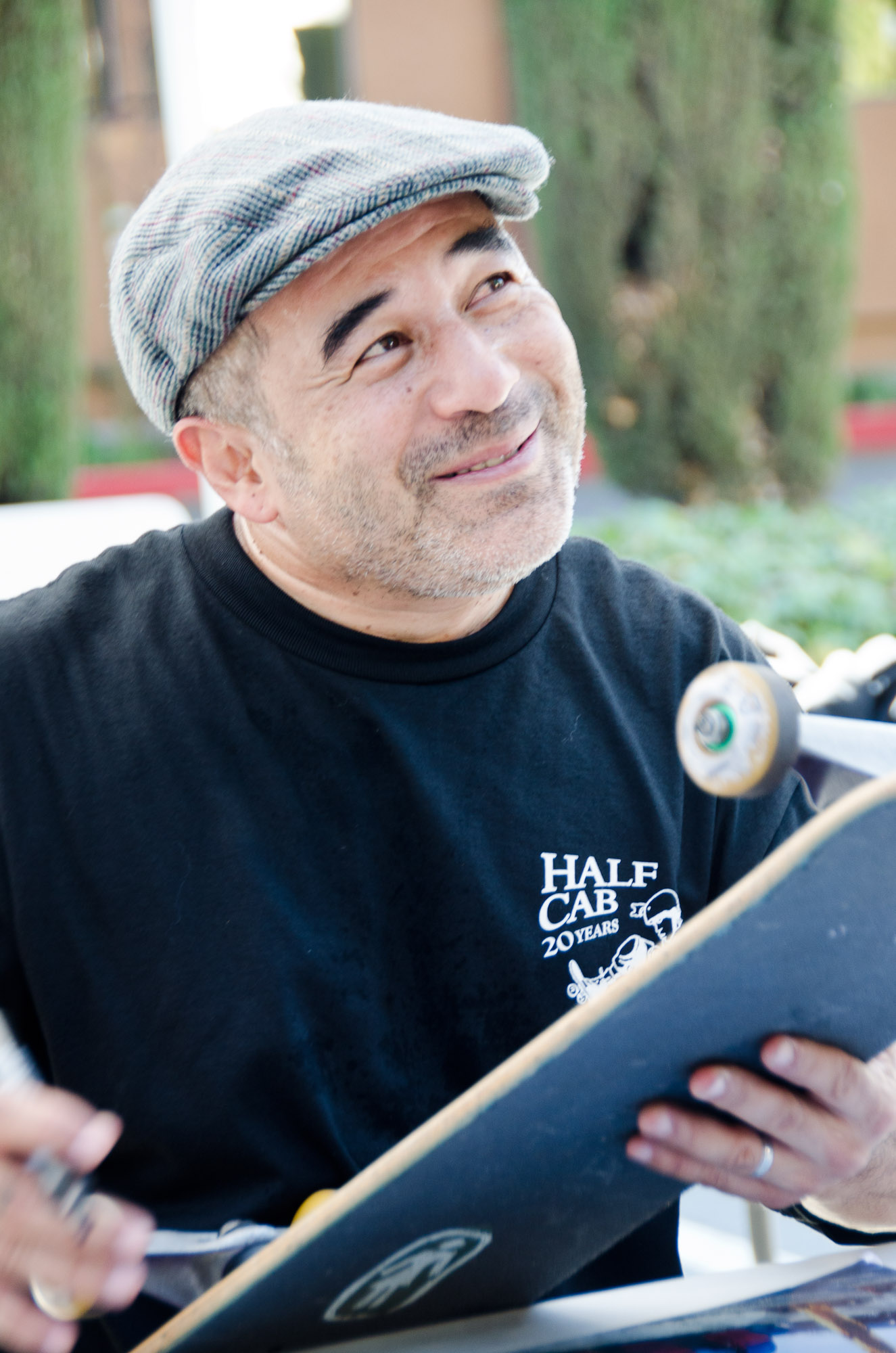
Steve Caballero, skateur professionnel lancé par Powell Peralta

Ayant fait des études d'ingénieur à l'université Stanford, George Powell commença à fabriquer ses propres skateboards en 1957. En 1974, son fils vint lui demander une planche. George en tira une vieille de son garage, mais quand son fils se plaignit qu'elle était dépourvue de roues en uréthane, George retrouva tout son intérêt pour le skateboard et il réalisa à quel point les roues en uréthane faisaient la différence. Il recommença alors à faire ses propres planches et roues. Il s'intéressa également à de nouveaux matériaux, comme l'aluminium et la fibre de verre pour faire ses planches en matières composites. L'un de ses test-riders pour l'une de ses planches de slalom flexibles était Stacy Peralta.
Quand Powell fut renvoyé de son boulot dans l'industrie aérospatiale, il fit ses valises, quitta Los Angeles pour Santa Barbara (Californie), et se lança entièrement dans la fabrication de skates. En 1976, il construisit notamment la planche Quicksilver ProSlalom, puis la Quicktail, mises sur le marché via Sims.
George commença également à fabriquer des roues. Il développa des roues qu'il appela Bones (os, en anglais), à cause de leur couleur blanche.
En 1978, George s'associa à Stacy Peralta. Peralta était un grand nom du monde du skateboard, et il se chargea de la gestion de l'équipe ainsi que de la publicité. En 1979, ils créèrent une équipe de skateurs qu'ils appelèrent la Bones Brigade. Powell Peralta développa un style unique, avec un logo représentant un squelette. Elle produisit les vidéos de la Bones Brigade (« Public Domain », « Propaganda »...), qui furent parmi les vidéos les plus influentes de l'époque.
Dans les années 1980, la compagnie a permis de lancer beaucoup de jeunes skateurs. Parmi ceux-ci, citons Tony Hawk, Franky Hill, Steve Caballero, Steve Saiz et Colin McKay.
À la fin des années 1980, des plus petites compagnies de skate apparurent, telles que World Industries, accaparant une partie du marché. Powell Peralta souffrit beaucoup, de nombreux skateurs quittant l'équipe, pour se tourner vers les nouvelles compagnies ou fonder leur propre boite indépendante. Fin 1991, Stacy Peralta quitta la compagnie.
La compagnie fut renommée Powell Corporation, et a ensuite re-introduit sur le marché de nombreux modèles Powell-Peralta des années 1980 sous le logo Powell Classic.
En 2004 George Powell et Stacy Peralta se sont associés à nouveau pour former la compagnie Powell Classic, marque sous laquelle de nombreux pro modeles des années 1980 ont été refabriqués. Les modèles principaux: Steve Caballero, Kevin Harris, Per Welinder, Ray "Bones" Rodriguez, Mike McGill, Lance Mountain, Tommy Guerrero, Ray Barbee, Steve Steadham et Mike Vallely.
Fin 2010 Powell Skateboards et Powell Classic ont fusionné pour recréer Powell-Peralta. Powell-Peralta continue de sortir de la marchandise dite "classique" (planches, roues, vêtements et videos) mais aussi des produits réactualisés et de nouveaux produits. En effet le groupe de skateurs pros Powell-Peralta se constitue entre autres de: Steve Caballero, Jordan Hoffart, Chad Bartie, Kilian Martin.

## Skateboarding Hall Of Fame.SHOF
Les skateurs Powell-Peralta (Bones brigade) qui ont été incorporés au "Skateboarding Hall of Fame":
- 2009: Tony Hawk, Danny Way
- 2010: Stacy Peralta et Steve Caballero, Craig Stecyk (artiste Powell Peralta et pionier de dogtown)
- 2013: Alan Gelfand, Rodney Mullen
- 2014: Lance Mountain